# Амаду Бамба Мбаке
Шейх Амаду Бамба Мбаке  (волоф Aamadu Bamba Mbàkke, фр. Ahmadou Bamba Mbacké), Шейх Ахмад ибн Мухаммад ибн Хабиб Аллах (араб. أحمد بن محمد بن حبيب الله‎) известный так же Ха́диму ар-Расу́ль (араб. خادِم الرسول‎) или «Слуга Посланника», и «Шейх Туба из Волоф» (1853 — 19 июля 1927 года) — крупнейший мусульманский лидер Сенегала, основатель самого многочисленно в стране суфийского братства Мюридия.
Шейх Амаду Бамба был религиозным лидером, из-под пера которого вышло огромное количество религиозных стихов, трактатов о практике мусульманского поклонения, а также множество работ по исследованию и толкованию Корана. Политически шейх Амаду Бамба был известен как религиозный лидер, который вел борьбу против французского колониализма мирными методами.

## Ранние годы
Шейх Амаду Бамба родился в основанном его прадедом городе Мбаке (волоф Mbàkke Bawol) в Королевстве Баол, и был сыном марабута из ордена Кадирия, старейшего тариката в Сенегале. Он был учеником лидера братства Кадирия шейха Саада Ба.

## Основание ордена Мюридия и города Туба
Амаду Бамба основал братство Мюридия в 1883 году. Учение Амаду Бамба подчеркивает достоинство пацифизма, трудолюбия и хороших манер. В качестве аскета-марабута, который писал трактаты на темы мусульманского поклонения и коранических исследований, он известен акцентированием внимания на работе и трудолюбии.
В 1887 году он основал город Туба (фр. Touba от араб. ţûbâ‎ — счастье, блаженство). В одном из своих многочисленных трудов, «Поиски счастья в обоих мирах» (Matlaboul Fawzaini), шейх Амаду Бамба описывает его назначение как города, который призван примирить духовное и временное.
По традиции ордена Мюридия считается, что шейх Амаду Бамба увидел пророка Мухаммеда во сне, в одну из ночей месяца Рамадана 1895 года в городе Туба. Во сне Мухаммед и его сподвижники явились ему, испытали его веру и даровали ему звание муджаддид (обновитель) своего века. Ему также было присвоено звание «Слуга Пророка».

## Антиколониальная борьба и ссылка
Рост численности основанного шейхом братства, а также переход в ислам под его влиянием ряда традиционных королей и вступление их в его орден вызвало беспокойство французских колониальных властей, опасавшихся растущей религиозной и политической силы шейха Амаду Бамбы.
Исламофобия колониальной администрации выражалась в её крайней подозрительности к любой исламской деятельности на местах и желании её остановить. Шейх был арестован в Диеволе (волоф Diéwol), затем переведен в резиденцию губернатора в город Сен-Луи. В четверг 5 сентября 1895 года он предстал перед Тайным советом в Сен-Луи, который должен был вынести решение по его делу. Шейх Амаду Бамба, перед тем как обратился к Совету, совершил два ракаата молитвы в кабинете губернатора и заявил, что он твердо имеет намерение подчиняться одному только Всевышнему Аллаху. Такая форма протеста с молитвой и смелой позицией в центре колониальной власти воплотила в себе новый вид ненасильственного сопротивления против целей французских властей.
В результате Тайный совет постановил депортировать шейха Амаду Бамбу в «место, где его фанатичные проповеди не будет иметь никакого эффекта» и его сослали в экваториальные леса Габона, где он оставался в течение семи лет и девяти месяцев.

## Смерть
Шейх умер в 1927 году и был похоронен в мечети в основанном им городе Туба. Его преемниками во главе ордена стали его потомки, как наследственные лидеры братства.